# Draba turczaninowii
Draba turczaninowii är en korsblommig växtart som beskrevs av Richard Richardowitsch Pohle och Nikolaj Adolfovitj Busj. Draba turczaninowii ingår i släktet drabor, och familjen korsblommiga växter. Inga underarter finns listade i Catalogue of Life.